# 吉利忠澄
吉利 忠澄（よしとし ただずみ）は、戦国時代から安土桃山時代にかけての武将。島津氏の家臣。

## 生涯
吉利氏の祖は島津国久の三男・秀久（忠澄の曽祖父）。祖父の忠将、父の久定以降、吉利を領していたために主君・島津貴久の命で領地名を名字とした。
弘治3年（1557年）、9歳のときに父・久定が死去する。忠澄がまだ若年であったため、貴久は忠澄の叔父・吉利久金に遺領を継がせようとしたが、家臣ら36人が連判して忠澄への相続を求め、受け入れられない場合は切腹する旨を訴え出たために、貴久は忠澄への相続を認めた。また忠澄はこの年に初陣、功を上げ感状と甲冑を賜っている。貴久死後は島津義久の下、大隅国の伊地知氏と禰寝氏攻略で功を上げ、日向国攻略にも尽力し天正6年（1578年）に日向門川灘地頭となった。
その後も水俣城攻めや沖田畷の戦い、島津家久に従い戸次川の戦いなどにも出陣し数々の大功を上げ、根白坂の戦いでも奮戦し軍功を上げたものの、敗れて元の領地である吉利へ戻った。文禄3年（1594年）に日向内山地頭となったが、その翌年に病死した。

## 系譜
- 父：島津久定
- 母：森山重弘娘
- 正室：上井薫兼娘
  - 男子：吉利忠張（1573-1652）